# Харбор, Пол Дэвид
Пол Дэвид Харбор (англ. Paul David Harbour) — американский музыкант, бас-гитарист виртуоз, пианист, гитарист и композитор из Далласа, штат Техас. Сотрудничал с известными гитаристами Дэвидом Честейном (David T. Chastain), Майклом Харрисом (Michael Harris) и Тони Макалпином. Играл в группах Leather, Chastain и King Diamond. В 2003 году выпустил неординарный сольный альбом «Ideology», демонстрировавший уникальное сочетания рока, джаза, прогрессива, импрессионизма и нью-эйдж.
В настоящий момент работает над вторым сольным альбомом «God Of Balance» при участии Майкла Мэнринга (Michael Manring).

## Ранние годы
Дэвид Харбор начал заниматься музыкой благодаря влиянию его немецкой бабушки – матери его отца. Отец Дэвида изучал музыку и оперное искусство в Vanderbilt University’s Peabody College Of Education, штат Теннеси и бабушка считала, что Дэвид тоже должен следовать его стопам. Таким образом, в пятилетнем возрасте Харбор начал изучать фортепиано.
В 16 лет пребывая под впечатлением от игры Эдварда Ван Халена (Edward Van Halen) Дэвид Харбор захотел научиться играть на гитаре. Его отец предложил ему играть на басу и Дэвид согласился. Благодаря приобретенным ранее хорошим познаниям в классическом и джазовом фортепиано, Харбор быстро прогрессировал в игре на бас-гитаре. Находясь в начальный момент под влиянием Криса Сквайра (Chris Square) из YES и Гедди Ли (Geddy Lee) из RUSH он также изучал фанк, джаз и басовые линии Мотаун (Motown).
Уже в 17 лет Дэвид Харбор сыграл свой первый концерт в роли бас-гитариста. В тот период он участвовал в группах, исполнявших стандартный репертуар TOP40, всевозможный колледж-рок, а также кавер-версии R.E.M., LED ZEPPELIN, BLACK SABBATH и др. В этот период Дэвид Харбор глубже знакомится с многообразием музыкальных течений.
Одним из лучших музыкальных взаимодействий тех времен, Дэвид называет множественные проекты со своим другом по высшей школе, гитаристом Кевином Уайтом (Kevin White). Дэвидом и Кевином совместно было сделано множество студийных, но так и не выпущенных, записей. Самым известным их коллективом являлось организованное Харбором инструментальное трио UNCLE FESTRE.
В тот период Дэвид также много записывается в студии, выполняя работу для локальных музыкантов из Луизианы.

## MANTA RAY
В конце 1989 года Дэвид Харбор входит в состав сформированной в Далласе, штат Техас вокалистом и гитаристом Лэнсом Харвиллом (Lance Harvill) (позже ARMS OF THE SUN) группы MANTA RAY. В данной формации играли также барабанщик Джон Люк Хеберт (John Luke Hebert) и наставник Харвилла – гитарист Майк Морган (Mike Morgan). Этот квартет в 1990 году на студии Dallas Sound Lab записал крепкий демо-альбом “Until Tomorrow” выдержанный в хард-н-хэви ключе тех времен.

## David T. Chastain, LEATHER, CHASTAIN
В 1989 году, по приглашению известного гитариста Дэвида Честейна (David T. Chastain) Дэвид Харбор записывает басовые партии на его инструментальном сольном альбоме “Within The Heat”. После чего Честейн предлагает Харбору стать участником его группы CHASTAIN.
В 1990 году группа CHASTAIN при участии Харбора записывает альбом “For Those Who Dare”, состоявший из “классических” хэви-металл песен.
Перед этим Дэвид Харбор принял также участие и в записи сольного альбома вокалистки коллектива CHASTAIN Лезер Леоне (Leather Leone) “Shock Waves“, 1989.
С Дэвидом Честейном Харбор сотрудничал до середины девяностых и записал (не считая компиляций) ещё два инструментальных сольных альбома – “Elegant Seduction” (1991) и “Next Planet Please” (1994). На инструментальных работах Дэвида Честейна с участием Дэвида Харбора прослеживается постепенный отход от стандартного “металлического” музыкального формата в сторону прогрессивного рока с элементами фьюжн.
Также в составе группы Дэвида Честейна Дэвид Харбор участвовал в трех мировых турне.

## Chastain / Harris COUNTERPOINT
Летом 1991 года гитаристы Дэвид Честейн и Майкл Харрис (Michael Harris) (принимавший участие в записи альбома LEATHER) решают провести концертное турне по США и Мексике с целью записи и выпуска концертного альбома. Ритм-секцию в этом туре составили соответственно: Дэвид Харбор на басу со стороны Честейна и Грег Мартин (Greg Martin) на барабанах со стороны Харриса.
Запись была сделана в июле 1991 года и выпущена в 1992 году под названием “Live! Wild And Truly Diminished!!”. Материал альбома содержал концертные версии композиций с предыдущих сольных работ Майкла Харриса и Дэвида Честейна, а также концертные импровизации каждого участника. В отличие от многих других концертных записей, “Live! Wild And Truly Diminished!!” – настоящий концертный диск (не сфабрикованный в студии).
На канале YouTube можно увидеть фрагмент записи из этого тура:
- Chastain/Harris "Octavian" Bogarts 1991

Альбом примечателен ещё и тем, что на нём присутствует импровизационное бас-соло Дэвида Харбора под названием “B.O.F.”

## Tony MacCalpine и Randy Rhoads Benefit Show
В конце 1991 года Дэвид Харбор ненадолго присоединился к коллективу известного гитариста Tony MacAlpine. Состав группы на момент его участия: Tony MacAlpine – guitar, Gina Demos – guitar, David Harbour – bass, Mike Terrana – drums, Alan Sehorn – vocals.
6 декабря 1991 года в составе группы Макалпайна Харбор выступает на Randy Rhoads Benefit Show – большом сборном концерте в Sharks Club, L.A., организованном в честь 35-летия Рэнди Роадса (Randy Rhoads) – трагически погибшего гитариста Оззи Осборна (Ozzy Osbourne).
На данном мероприятии присутствовало огромное количество знаменитых гостей и участников, среди которых: Двизил Заппа (Dweezil Zappa), Руди Сарзо (Rudy Sarzo), Билли Шиэн (Billy Sheehan), Стив Люкатер (Steve Lukather), Пол Гилберт (Paul Gilbert), Кэрмин Эпис (Carmine Apice), Джон Лури (John Lowery (aka John 5)), Роб Рок (Rob Rock), Фил Суссан (Phil Soussan), Блюз Сарацено (Blues Saraceno), Крис Импеллитерри (Chris Impelliterri), Брэд Гиллис (Brad Gillis), Томми Олдридж (Tommy Aldridge), Джефф Скотт Сото (Jeff Scott Soto), Джордж Линч (George Lynch) и многие другие.
Помимо инструментального сета, коллектив Тони Макалпайна исполнил на этом концерте также и две кавер-версии песен Оззи Осборна: "Revelation (Mother Earth)" и "Steal Away The Night".

## Бас-гитарный стиль Дэвида Харбора
Все работы того времени с участием Дэвида Харбора отмечены его оригинальной и техничной бас-гитарной игрой. Находясь в тот момент под влиянием Билли Шиэна (Billy Sheehan) и Стюарта Хэмма (Stuart Hamm), Дэвид Харбор активно применял в своей игре тэппинговую, слэповую и рэйковую техники. Он играл очень агрессивно и ярко. Используя только пальцевое звукоизвлечение Харбор исполнял очень быстрые скоростные ходы, сольные фразы и “заполнения”. 
Вместе с тем, его игра на басу далека от обычного шреда, – она мелодична в своей основе, а музыкальные фразы Дэвида выдержаны и лаконичны: несмотря на сторонние влияния, Дэвид имел свой индивидуальный почерк.
На канале YouTube доступны два видео его бас-толо того периода:
- David Harbour Bass Guitar Solo
- David Harbour "B.O.F" bass solo Bogarts Cincinnati, Ohio 1991

## Возврат к фортепиано
Кризис в хард-роке и гитарной инструментальной музыке, связанный с тотальной популярностью гранжа, а также желание перемен, побуждают Дэвида Харбора в 1992 году переселиться из Лос-Анджелеса в Даллас.
В 1993 году Харбор записывает видеошколу для начинающих бас-гитаристов под названием «Learn How To Learn» (Armada Entertainment).
В этот период он вместе с Дмитри Томанном (Dmitri Thomann) — гитара, вокал и Ричем Гёссом (Rich Guess) (позже THE PHARAOHS OF FUNK и THE FREDDI-HENCHI BAND) — барабаны становится участником проекта DVINITY. Харбор уделил этому проекту несколько лет и принял активное участие в написании музыкального материала. В 1994 году группа записывает демо «Symbols Become Rituals». Но в начале 1996 года Дэвид, разочаровавшись во взаимодействии, расстается с участниками этой группы. Через год, коллектив DVINITY выпускает CD «Burn It All», 1997, на котором обозначен уже другой басист.
Дэвид решает вернуться к своему первому инструменту — фортепиано, занятиям на котором постепенно начинает уделять все больше времени. В это время Харбор также решает плотно заняться изучением процессов звукозаписи и нюансами студийного оборудования.
В 1996 году Дэвид записывает бас на пяти треках сольного альбома гитариста Майкла Харриса «Ego Decimation Profile». На этой записи он играл с барабанщиками Робом Станкевичем (Rob Stankiewicz) из HAJI’S KITCHEN и Кейтом Карлоком (Keith Carlock) (Sting и STEELY DAN).
На протяжении трех последующих лет Харбор сотрудничает с локальными артистами Chris And Candy Smith, записывая с ними альбом на стыке поп-музыки и кантри.
Все это время Дэвид активно практиковался в игре на фортепиано, развивая и оттачивая свои навыки, готовясь к записи первого сольного альбома, который изначально планировал назвать «Lost For Words».

## KING DIAMOND
В 1999 году бывший барабанщик CHASTAIN John Luke Hebert, игравший на тот момент в коллективе KING DIAMOND, предлагает Дэвиду Харбору занять в этой группе вакантное место бас-гитариста. После личного общения с Кингом Даймондом, Дэвид безоговорочно зачисляется в состав группы.
В 2000 году Дэвид Харбор на студии Nomad Recording записывает бас для альбома “House Of God”, на котором его бас-гитара выполняет функцию стандартного рок-аккомпанемента.
Следует одноименное турне, по окончании которого Дэвид Харбор покидает группу KING DIAMOND и приступает к активной работе над своим сольным альбомом.

## Альбом “Ideology”
Выпущенный в самом начале 2003 года альбом “Ideology” демонстрировал гармоничное сочетание самых различных стилей. На этом CD Дэвид впервые реализовал свои амбиции пианиста и композитора, продемонстрировав полное творческое освобождение от ограничивавших его в прошлом рамок сайдмена. При работе над альбомом Харбор позволил проявиться своим основным, ранее скрытым музыкальным влияниям: прослушивание “Ideology” вызывает параллели с Джорджом Уинстоном (George Winston), Тори Амос (Tori Amos), Питером Гэбриэлом (Peter Gabriel), Уильямом Орбитом (William Orbit), Кейт Буш (Kate Bush), Стингом (Sting), группами PINK FLOYD и RUSH.
Помимо баса Дэвид блестяще исполнил на “Ideology” все фортепианные и клавишные партии. Бас-гитара на записи представлена в качестве ещё одного независимого мелодического голоса. – Она переплетается, встречается, расходится, обволакивает, исчезает и снова встречается с партиями клавишных, которые являются первоосновой всех композиций диска. Харбор успешно сумел развить индивидуальный голос в подходах к обоим инструментам.
Альбом “Ideology” собрал хорошую прессу и положительные отзывы слушателей.

## Работа над «Gods of Balance»
Сразу после выпуска CD «Ideology» Харбор объявил о начале работы над новым альбомом «Gods Of Balance» — совместно с известным бас-гитаристом Майклом Мэнрингом (Michael Manring).
В этот период Дэвид был занят организацией турне в поддержку «Ideology» и фактически не был готов начать запись нового альбома. Но поскольку у Майкла Мэнринга было свободное время, решил не упускать возможность. На студии Castle Zeek в Остине, штат Техас, он записал бас-гитарные партии Майкла Мэнринга для новой композиции «Phobos And Deimos».
На YouTube можно увидеть два видеоролика с этой записи:
- Paul David Harbour and Michael Manring in Studio Part 1
- Paul David Harbour and Michael Manring in Studio Part 2

Однако из-за того, что альбом «Ideology» в итоге не получил должного рекламного продвижения и финансовой поддержки, Дэвид был вынужден отложить проект «Gods Of Balance» на полку на четыре последующих года.
В этот период Дэвид решает профессионально освоить ещё один музыкальный инструмент — гитару. На протяжении порядка двух последующих лет он не играет на басу, а работает над совершенствованием себя как пианиста и гитариста. Дэвид объясняет это тем, что после творческого взаимодействия с Майклом Мэнрингом он ощутил, что должен кардинально пересмотреть свои подходы к инструментам.
Вернувшись затем к игре на басу, Дэвид начинает уделять гораздо большее внимание безладовым инструментам.

## Дальнейшая деятельность Дэвида Харбора
В 2000-е в качестве студийного бас-гитариста и клавишника Дэвид Харбор сотрудничал с различными по стилям артистами: DOPPLER EFFECT (rock), ABSU (black metal), Proscriptor (ambient/folk/darkwave), Ben Kuzay (shred bass metal), EQUIMANTHORN (dark ambient) и др.
В 2006 году в Далласе Харбор стал участником локального коллектива 49th VIBRATION. Вместе с давним приятелем гитаристом Троем Тибодо (Troy Thibodeaux) (экс-DAMAGED FAITH) и барабанщицей Эприл Самуэльс (April Samuels) они сыграли серию клубных концертов и записали демо из четырёх песен выдержанных в фолк-поп-рок ключе.
Дэвид периодически с удовольствием участвует в так называемых “house concert” – на которых исполняет сольные бас-гитарные и фортепианные пьесы. На канале YouTube доступны несколько видео с этих концертов:
- “The Gingerman” (bass solo, 2005)
- “Broken” (piano solo, 2008)
- “Obelisk” / “Liberation” (piano solo, 2008)
- Trip Wamsley and David Harbour “A Song That Doesn’t Exist” (2008)

Дэвид Харбор также является преподавателем музыки. Он обучает игре на басу, фортепиано и гитаре.
Одной из недавних студийных работ Харбора в качестве бас-гитариста является запись басовых треков для альбома Майкла Харриса “Tranz-Fused”, 2010. На треках с участием Харбора звучит также один из лучших барабанщиков современности Марко Миннеманн (Marco Minnemann). Помимо Харбора на альбоме фигурируют басисты Адам Нитти (Adam Nitti), Банни Брюнел (Bunny Brunel) и Джеймс Мартин (James Martin).
На YouTube-канале Дэвида Харбора можно также ознакомиться с его фортепианной пьесой: 
- “Is It Just Me?”, 2009

В дальнейшем Дэвид работал над двумя сольными проектами, в которых также планировал сделать большой акцент на его фортепианную игру.
В 2011 году Харбор покинул 49th VIBRATION.

## LAVA LAMP
В декабре 2011 года Дэвид Харбор поделился с барабанщицей Эприл Самуэльс (49th VIBRATION) своим новым музыкальным видением. С этого момента Дэвид и Эприл начали репетировать в качестве дуэта LAVA LAMP. Дэвид играет в основном на фортепиано и иногда на акустической гитаре, а Эприл использует набор барабанной перкуссии. В их игре много импровизации.

## Дискография
- David T. Chastain «Within The Heat», 1989 (бас)
- Leather «Shock Waves», 1989 (бас)
- Chastain «For Those Who Dare», 1990 (бас)
- David T. Chastain «Elegant Seduction», 1991 (бас)
- David T. Chastain & Michael Harris «Live! Wild And Truly Diminished!!», 1992 (бас, композитор)
- David T. Chastain «Movements Thru Time» (компиляция), 1992 (бас)
- David T. Chastain «Next Planet Please», 1994 (бас)
- Michael Harris «Ego Decimation Profile», 1996 (бас в «Vicious Uppercut», «Status-Fear», «Julius Seizure», «Freudian Trip», «Terminus Epic»)
- King Diamond «House Of God», 2000 (бас)
- David Harbour «Ideology», 2003 (бас, клавишные, композитор)
- David T. Chastain «Heavy Excursions» (компиляция), 2009 (бас)
- Michael Harris «Tranz-Fused», 2010 (бас в «Wizard Of Odd», «Professor Grunklesplat’s Math Assignment»)
- Manta Ray «Visions Of Towering Alchemy» (переиздание), 2013 (бас)
- Chastain & Harris «Live! Collision Course!!», 2018 (бас, композитор)

## Другие работы
- Manta Ray «Until Tomorrow» (демо), 1990 (бас)
- DVinity «Symbols Become Rituals», 1996 (бас, композитор)
- DVinity «You Decide», 2000 (бас, композитор)
- Doppler Effect «Duplicitous Vortex», 2001 (бас)
- Absu «Tara», 2001 (клавишные и фортепиано)
- Proscriptor «Thoth Music(k)» винил-EP, 2004 (бас в «The 4 Horsemen», «Epod No Sknup Etihw»)
- Equimanthorn «Second Sephira Cella», 2004 (под псевдонимом Vordhk Dzokhk, бас)
- 49th Vibration «Demo Tape», 2007 (бас в «Lisas Song», «The Same One», «Is This It», «Victim»)
- Ben Kuzay «Perpetual Reign», 2009 (бас и клавишные в «Homage To Hated Heroes»)
- Absu «Absu», 2009 (клавишные в «B. Our Earth of Black» (Part II of «…Of The Dead Who Never Rest In Their Tombs Are The Attendance Of Familiar Spirits…»))

## Обучающие материалы
- «Learn How To Learn», 1993 (видеопособие для бас-гитаристов)

## Влияния
Van Halen, Rush, Geddy Lee, Chris Squire, Billy Sheehan, Stuart Hamm, Pink Floyd, Peter Gabriel, George Winston, Tori Amos, Kate Bush, Sting.